# Virola elongata
Virola elongata är en tvåhjärtbladig växtart som först beskrevs av George Bentham, och fick sitt nu gällande namn av Warburg. Virola elongata ingår i släktet Virola och familjen Myristicaceae. Inga underarter finns listade i Catalogue of Life.

## Bildgalleri

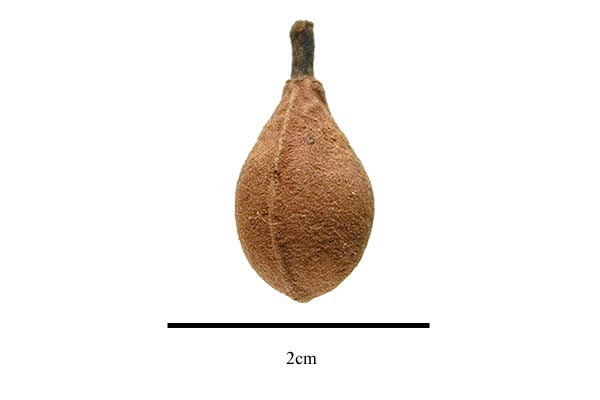
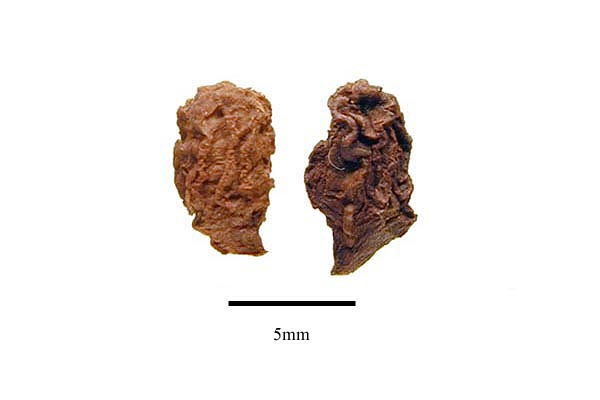